# بلاك ماسك (شخصية مصورة)
القناع الأسود هو أسم لشخصيتين شريرتين في دي سي كوميكس.
القناع الأسود (رومان سيونيس) هو شرير خيالي يظهر في الكتب المصورة التي تنشرها دي سي كوميكس. أبتكره كل من دوغ مونش وتوم ماندريك، أول ظهور له كان في باتمان #386 (أغسطس 1985)
وقد ظهرت الشخصية في أشكال مختلفة في وسائل الإعلام، بما في ذلك مسلسل الرسوم المتحركة التلفزيوني باتمان، فيلم الرسوم المتحركة باتمان: تحت القلنسوة الحمراء، وباتمان: أركام.

## السيرة الذاتية للشخصية الخيالية

### رومان سيونيز
ولد رومان لأبوان ثريان، شغلهما ثرائهما ومكانتهما الأجتماعية عن أبنهما، أثناء ولادته أسقطه الدكتور بغير عمد على رأسه، كان والداه مهتمان بمكانتهما الأجتماعية أكثر من أهتمامهما بطفلهما، لذلك خبئوا أمر الحادث بأكمله لكي لا يعلم بذلك أصدقائهم من الطبقة الأجتماعية العليا. كان أبوه صديقاً لتوماس واين، وكان والدا رومان يكرهان توم وزوجته مارثا، ولا يبوحان بذلك في العلن لكي تستمر علاقتهما معهما لمعرفة وضعهما الأجتماعي لذا أجبروا أبنهما رومان ليصبح صديق بروس واين. نفاق ودجل والديه أثر عليه بصورة كبيرة، وكبر ليكرهما ويبغضهما وليزيل «القناع» الذي يرتديانه في العلن.
بعد تخرجه من الثانوية، أعطي رومان منصباً رفيعاً في شركة والده (يانوس لمستحضرات التجميل), حيث ألتقى هناك بسايرس السكرتيرة التي تعمل لديه ووقع في حبها، لم يوافق والداه على العلاقة التي تجمعه بسايرس، وأرغموه على الأنفصال، مماجعل رومان يثور غضباً ويقوم بحرق قصر العائلة مما أسفر عن مقتل والداه، ورث رومان ثروة والداه وعملهما وفي نهاية المطاف دمر شركة (يانوس لمستحضرات التجميل) بخططه الفاشلة، مما أضطره بدفع أموال طائلة للكيميائيين العاملين لديه لأبتكار منتج بأمكانه إنقاذ الشركة. مما عاد أليه بمنتج مكياج ضد الماء، وتم نقل المنتج إلى السوق دون الأختبار المثالي، وبمجرد وصوله إلى السوق أتضح أنه سم قاتل شوه عدة مئات من النساء.
بعدما أصبحت سايرس خطيبة رومان، فضت خطبتها له أمام موظفيه. وعرض بروس واين الرئيس الحالي لشركة واين المساعدة على رومان لإنقاذ شركته بشرط تخليه عن السيطرة والسماح لبروس بتعيين مجلس الأدارة بنفسه، وافق رومان ولكنه كان غاضباً على الأذلال الذي تعرض له. ولم يرغب في ألقاء اللوم على نفسه في فشله في الحياة، ذهب رومان للمقبرة حيث دفن والداه وقبل أن يتمكن من فتح السرداب، ضربته صاعقة نسفت الباب وألقت برومان ليرتطم رأسه بحجر قريب. أعتبر رومان الحادث كنذير شؤم «ولادته الجديدة», ودخل السرداب وحطم نعش أبيه بحجر. وصنع من قطعة من النعش المحطم قناع له يرمز لهويته الجديدة كزعيم الجريمة في مدينة غوثام.
في غضون شهر، أستطاع القناع الأسود تجميع العشرات من المجرمين المغمورين في غوثام تحت مايشار أليه بـ«جمعية الوجه الكاذب». وأستخدم سرداب أبيه كقاعدة لعملياته. وكان على كل عضو من أعضاء الجمعية أن يرتدي قناع مميز (من ضمن مجموعة رومان الخاصة) والتي وعدهم القناع الأسود بأنها ستمكنهم من الوصول لغرائزهم ومنحهم هويات أقوى. أنتشرت جمعية الوجه الكاذب في غوثام سريعاً، مما جذب أهتمام كل من الشرطة وباتمان.
أخذ القناع الأسود بالثأر من كل أولئك الذين يعتقد بأنهم ظلموه، وقتل ثلاث مسؤولين تنفيذيين من مؤسسة واين باستخدام أقنعة تحتوي على مكياج سام من يانوس لمستحضرات التجميل، وتوجه بعدها إلى خطيبته السابقة سايرس وخطفها من مهنتها الجديدة كعارضة لأحدى المجلات وأجبرها على أرتداء قناع يحوي مكياج سام بشكل مخفف متجنباً قتلها ولكي يشوه وجهها بشكل دائم، ثم خيرها أما بالأنضمام أليه أو أرتداء القناع السام كحال المدراء التنفيذيين لمؤسسة واين، وافقت سايرس بالأنضمام أليه وأعطيت قناع «عارضة أزياء» صمم عمداً للسخرية من وظيفتها السابقة.
في هذه الأثناء توصل باتمان بأستنتاج هوية القناع الأسود الحقيقية، وتوقع بشكل صحيح هدف رومان التالي. وأملاً بوضع خطة تمكنه من القبض عليه أقام بروس حفلة تنكرية في واين مانور، مع علمه بعدم قدرة رومان على مقاومة الحضور، صدقت توقعات بروس حيث حضر رومان مع سايرس «كخطيبته» وأختلط مع بقية الضيوف، وجذب بروس إلى المعهد الموسيقي الموجود في القصر، بهدف قتله بمسدس، قاتل بروس بنجاح وأستطاع نزع سلاح رومان، مما أضطر الأخير ليفر هارباً من المبنى والسماح لروبن (جيسون تود) بتعقبه وكشف مخبأه.
وبينما كان باتمان وروبن يقاتلان عصابته في المقبرة، استطاع القناع الأسود الهرب عن طريق زر مثبت في تابوت والده وتوجه إلى ممتلكات عائلته. ودخل إلى غرفة نومه القديمة وأضرم النار في العابه معتزماً حرق القصر. وقبل أن يتمكن من الفرار قام باتمان بإخراج كابل باتارانغ ملتفاً حول ركبتي زعيم الجريمة، مما تسبب في سقوطه على الأرض المحترقة وبدأت عوارض غرفة النوم بالأنهيار. وعلى الرغم من أن باتمان وروبن تمكنا من إخراجه من النار، فقد أحترق قناع سيونيز على وجهه.
وبعد ذلك تم إرسال القناع الأسود إلى مصحة أركام، حيث بقي وراء القضبان حتى أستطاع الإرهابي الدولي راس الغول أطلاق سراح جميع السجناء. لم يكن القناع الأسود من بين المجرمين الذين تبعوا الجوكر في البحث عن الشخص وراء الأختراق، وبالتالي، لم يشارك في «الحرب» ضد حلفاء باتمان.
يظهر القناع الأسود مرة أخرى كزعيم جريمة في قصة «عبادة - The Cult»، بعد تخليه عن ثأرته ضد بروس واين. يعمل تحالفات مع البطريق وفي بعض الأحيان وحيداً ويسيطر على جزء كبير من العالم السفلي لمدينة غوثام حتى عندما يدمر المدينة زلزال في قصة «أرض لا أحد - No Man's Land». يتجاهل رومان القناع ويعتبر الندوب على أنها علامة على قوته وتصميمه للبقاء على قيد الحياة، ويصبح مجنوناً بالكامل، حيث يقود مجموعته لعبادة الندوب ويقتل كل من يرفض، ويقوم بتدمير كل المباني التي صمدت بعد الزلزال بزعمه أنها بقايا حضارة يجب أن تباد بعد الزلزال. ويقود مجموعة قوية حتى يحلها باتمان وهانتريس بهزيمته وسجنه في سجن بلاك غايت، ولكنه يهرب بعدها.
في المرأة القطة #16, ينشأ القناع الأسود عصابة لتهريب المخدرات، ويقرر نقل منظمته إلى شرق غوثام، يلفت أنتباه المرأة القطة التي أقسمت على حماية هذه المنطقة من المدينة.
تتدخل المرأة القطة في خطط القناع الأسود، وتسرق المال منه وتوزعه على الفقراء، وتتسبب في أصابة العديد من رجاله، فيقرر القناع الأسود التخلص منها، ويستخدم صديقة قديمة لها سيليفيا سنكلير. التي تعمل مع عصابات غوثام، فتكشف عن هوية المرأة القطة له، ويبدأ بحملة لأرهابها، بتفجير مركز الشباب الجديد التي تبرعت له بالمال المسروق. ويخطف كل من شقيقتها وزوج شقيقتها، ويعذب زوج شقيقتها حتى الموت أمام أنظار شقيقتها، ويجعلها تأكل كل قطعة من جثة زوجها بما في ذلك مقلتا عيناه.
تصل المرأة القطة لتجد بأن زوج شقيقتها قد قُتل وان شقيقتها قد جُنت وصديقها هولي روبنسون على وشك التعرض للتعذيب، فتهاجم القناع الأسود في السقيفة ويسقط من اعلى المبنى، ويفترض الجميع موته.
عند أنهاء تيم دريك دوره كروبين في فصل ألعاب الحرب, يختار باتمان ستيفاني براون، والمعروفة بأسم سبويلر، لتحل محله، يكتشف باتمان من الوهلة الأولى أفتقارها للتركيز وعدم القدرة على أتباع الأوامر وبالتالي هذا يجعلها خطراً على نفسها وعلى الاخرين، فيقوم بتسريحها. وفي محاولة يائسة لأثبات نفسها، تأخذ المسؤولية عن إحدى خطط الطوارئ لباتمان: للقبض على كل زعماء الجريمة في غوثام تحت سيطرة أورفيوس، وكيل باتمان، والذي يخضع لسيطرة باتمان نفسه. تفشل الخطة بسبب عدم معرفة سبويلر بمفتاح الأتصال مع زعماء الجريمة. ماتشيس مالون، والذي هو في الواقع باتمان نفسه. عند عدم حضور «ماتشيس مالون» كما هو متوقع منه، تسود الأجتماع حالة من التوتر وتؤدي إلى تبادل لأطلق النار، وتخلف العديد من القتلى والجرحى. ويخلق فراغاً في السلطة يثور بسرعة إلى حرب عصابات وحشية في شوارع مدينة غوثام.
في العاب الحرب الفصل الثاني, تسعى سبويلر وراء أورفيوس، بأعتقادها بأنها لو تمكنت من تجنيد مساعدته فمن الممكن أن تكون هناك فرصة لخاتمة ناجحة. وأثناء أخبارها أورفيوس بالخطة يقوم القناع الأسود بذبحه أمام أنظارها وثم يقوم بتعذيب سبويلر للحصول على معلومات حول ماتبقى من الخطة. 
يتنكر القناع الأسود بشخصية أورفيوس، وذلك باستخدام قناع مشابه لقناعه، خادعاً كل من باتمان وأونيكس، كأورفيوس، يلهب جماهيره الأزمة ويقودون العناصر الأجرامية في غوثام إلى الجنون. سعياً لقتل أي عضو أو زميل لعائلة باتمان. ويعود بعدها ليستمتع بتعذيب سبويلر، ليتفاجأ بفرارها. يتتبع القناع الأسود خطواتها مرة أخرى ليجدها ويتقاتلا. تتمكن سبويلر من هزيمة القناع الأسود والهروب مع أصابات داخلية خطيرة.
يتسلل القناع الأسود برج الساعة التابع لأوراكل محاولاً كشفها للعصابة. يهجم عليه باتمان، وخوفاً على حياة باتمان تقوم أوراكل بتفعيل التدمير الذاتي للبرج لتجعل باتمان ينقذها.
في نهاية المطاف يُفترض بسويلر أن تموت نتيجة للأصابات التي لحقت بها والأهمال المتعمد من ليزلي ثومبكينز
يصبح بعدها القناع الأسود الزعيم الأعلى للعالم السفلي لغوثام، ويجند مستر فريز بأعتباره منفذ ويجمع موارد مالية كافية لشراء روبوتات الأمازو وكميات كبيرة من الكربتونايت، يتم تدمير الأمازو بواسطة باتمان ونايت وينغ عندما يتم تفعيلها قبل الأوان ويُسرق الكربتونايت من قبل القلنسوة الحمراء.
بتحالفه مع المراسل ارتورو رودريغيز، يبدأ القناع الأسود حملة لتشويه سمعة باتمان، في حين ينتقد ارتورو باتمان في الصحافة، يرتكب القناع الأسود سلسلة من الجرائم متنكراً بزي باتمان، وينفذ الخطة قبل وصول الجوكر، يعزم القناع الأسود بقتل الجوكر وألقاء اللوم على باتمان. وفي الوقت نفسه ينوي الجوكر قتل القناع الأسود لسرقته الفرصة لقتل روبين آخر،  وبأقتراب قتل بعضهما البعض يتدخل باتمان. يكشف باتمان ارتورو في نهاية المطاف ويقبض على القناع الأسود، ومع ذلك وأثناء نقله إلى السجن. يتمكن القناع الأسود من قتل الضابط المرافق له والهروب مرة أخرى.
يتقرب ديثستروك من القناع الأسود، عارضاً عليه مكاناً داخل المجتمع. حارصاً على تعزيز قبضته الضعيفة على نحو متزايد في العالم السفلي (باتمان والقلنسوة الحمراء الجديد كلاهما يستهدفان عملياته), يقبل، ويتم أرسال كل من كابتن نازي وأحد الضباع وكونت فرتيغو وراء باتمان والقلنسوة الحمراء. ومع ذلك يهزمهم باتمان، وفي نهاية المطاف يمنع المجتمع من تأمين موطئ قدم في مدينة غوثام.
في محاولة لـ«تحسين نفسه» بعد الهزيمة، يُهدد القناع الأسود الناس المقربون للمرأة القطة، من سيمون بورتون إلى هولي روبنسون. مما يثير غضب المرأة القطة وتنتقم منه عن طريق نسف فكه بمسدسها، مما يؤدي إلى مقتله.
وبعد مقتله، تقوم سيلينا كايل بأعطاء عبائة المرأة القطة لصديقها هولي. ولايمر وقت طويل حتى يتم القبض على هولي بتهمة قتل القناع الأسود.
خلال قصة العالم السفلي لغوثام, تتسبب وفاة القناع الأسود بجعل العشرات يحاولون أن يصبحوا زعماء الجريمة لملئ المكان الشاغر الناجم عن موته.
في الليلة المظلمة, يعود القناع الأسود من الموت كالفانوس الأسود ليري المرأة القطة بأن «أطلاق النار في وجهه، كانت فكرة سيئة» توقف كوميكس الليلة المظلمة في أكتوبر 2009 ليعود ويكتمل في المرأة القطة #83 في يناير 2010 «منعش», سلسلة من الألغائات في عدد واحد يتعلق بسيلينا كايل في مواجهة القناع الأسود الفانوس الأسود، في محاولة أرعاب المرأة القطة يسعى خلف ماغي والتي أجبرها على أكل مقلتا عيون زوجها، ويُظهر القدرة على الطيران وأعادة تنظيم هيكل المباني. في وقت سابق تُركت ماغي كايل شبه مشلولة. صدمت مرة أخرى بعد رؤيتها لشقيقتها توضع في نفس الموقف مع زوجها، يهرب الأثنان دون أذى جسدي ولكن الحادث يتسبب بأعتقاد ماني بأن أختها مستحوذ عليها من قبل شيطان. تعمل آيفي السامة على إيقاف القناع الأسود من خلال محاصرته داخل نبتة متحولة، تفرو عصارة لهضم جسده بأسرع مما يمكن لخاتمه أن يجدده، يتم نقل النبتة إلى مستنقع مذبحة قريب.

### جريمايا أركام
في قصة معركة لأجل القلنسوة, زعيم الجريمة الثاني القناع الأسود II, يقوم بتخدير سجناء مصحة أركام بما فيهم القرش الأبيض العظيم وآيفي السامة وفيكتور زاز وجين دو والفزاعة، مع وضع مادة قابلة للتفجير داخلهم عند ضغط الزناد. يتم أختيار القناع الأسود كقائد للفريق عندما يقوم بتفجير مصحة أركام، ومن ثم يستعد لصعوده من خلال تدمير ذو الوجهين والبطريق عهد وليصبح زعيم الجريمة في مدينة غوثام مرة أخرى.
يتمكن القناع الأسود الجديد من ضم عصابة البطريق أليه وطرد ذوالوجهين خارج غوثام، ويكون خلف عدة مجرمين مثل فايرفلاي وفيكتور زاز وجين دوي وكلاي فيس وأليس سينيير وفراييت ودكتور ديث وهوغو الغريب. حيث يوفر التمويل مقابل الخدمات. ومع ذلك في «الحياة بعد الموت» يتم أستهدافه من قبل كل من الحرس الوطني وعائلة فالكون العائدة بقيادة ماريو فالكوني، مما أضطره للتراجع إلى منطقة في غوثام يطلق عليها ساحة الشيطان.
يتم الكشف عن القناع الأسود، الدكتور جريمايا أركام، والذي أصبح القناع الأسود بعد تعرضه لأنهيار عصبي أثر تعرضه لمجموعة متنوعة من المواد الكيميائية المسببة للهلوسة من عدة أشرار. ويتم القبض عليه من قبل باتمان الجديد «ديك غراسيون», ويسجن في مصحة أركام التي أعيد بنائها.

### الـ52 الجديد
أعيد رومان سيونيز كالقناع الأسود في الـ52 الجديد (أعادة إنتاج لكون دي سي), تعاني هذه النسخة من الأصدار من أضطراب في الشخصية بكون رومان سيونيز شخصية منفردة عن شخصية القناع الأسود. ويملك القناع الأسود قدرة السيطرة على العقل، وذلك باستخدام تكنلوجيا مثبتة في قناعه. ووفقاً لباتمان فأن فدرته تعمل على «ضعيف الشخصية» فقط تاريخه مع جمعية الوجه الكاذب لا يزال نفسه إلى حد ما، أول ظهور للقناع الأسود كان في مصحة أركام، حيث يتلقى العلاج من جيريمايا أركام خلال ليلة البومات, حاول رومان أن يعمل أضراب ليسترجع قناعه، لكن دون جدوى. وألتقى بدكتور أركام وسأله لأسترجاع قناعه. يعيد دكتور أركام القناع له بعد مهاجمة المخالب للمصحة، ليسيطر على على السجناء وقتال المخالب وأبقاء رفقاء أركام في مكان آمن. ويحاول القناع الأسود السيطرة على عقل باتمان ولكنه يفشل. وبغض النظر، يتمكن القناع أسود من الهروب من المصحة دون التعرض للأذى.
يعود القناع الأسود للواجهة مرة أخرى في محاولة لأعادة تجميع جمعية الوجه الكاذب السابقة. وخلال عمله بأعادة التجميع يتقاتل مع مات هاتر، والذي يعتبر القناع الأسود عدوه بسبب أمتلاكه القدرة على السيطرة على العقل مماثلة لقدرته. يتدخل باتمان في المعركة ويرسل القناع الأسود إلى مصحة أ ركام، والتي أصبح لديها الآن قوة أمنية أقوى بكثير لمواجهه هجوم المخالب أو هروب القناع الأسود. 
خلال قصة الشر للأبد, يظهر القناع الأسود كعضو في الجمعية السرية للأشرار الخارقون. ويقوم بتعطيل (جنباً إلى جنب مع جمعية الوجه الكاذب) معارك الروجز ضد مستر فريز وكلاي فيس لكي يتمكن من المطالبة بفضله على الروجز.

### دي سي الولادة الجديدة
في إعادة تمهيد دي سي، لايزال رومان سيونيز واحداً من أقوى زعماء الجريمة في غوثام.
يرتدي هذا الإصدار من الشخصية قناع معدني رمادي، ويتحالف مع البطريق والأبيض العظيم في تحالف يعرف باسم «السود والبيض». ويوظفون ك ب يست لقتل باتمان.

## القوى والقدرات
قناص ماهر للغاية في البداية كان يملك مسدسان أوتوماتيكيان. كما أستعمل السيف في عدة كتب صورة. وهو بارع في القتال رجل لرجل. وقادر على الصمود ضد من يملكون مهارات قتالية عالية مثل باتمان والمرأة القطة. طور قدرته على التحمل وبالتالي يمكنه تلقي لكمات عالية الأضرار ومع ذلك يستمر في القتال.
وهو كذلك مخطط عبقري، ويخطط لفترات طويلة قبل ضرب خصمه بشراسة، وأيضاً فنان أستراتيجي بارع بالهروب تمكن من الهروب من السجن عدة مرات. وأهم أسلحته هو التخويف والترهيب، ويغرف بأساليبه الوحشية والسادية وخاصة على الوجه.
للقناع الأسود أتصالات قوية مع العالم السفلي لجمع معلومات عن أعدائه، ومن ثم يضرب عائلاتهم وأصدقائهم
وللقناع الأسود، في أحداث الـ52 الجديدة، قدرة التنويم المغناطيسي-مثل السيطرة على العقل.

## إصدارات أخرى

### الضباب القرمزي
يظهر القناع الأسود ظهوراً قصيراً في قصة أيلسوورد. يحاول الضباب القرمزي كبح هياج جنون باتمان مصاص الدماء، ويرفض في البداية الدخول في تحالف مع ذو الوجهين وكيلركروك، بسبب أعتقاده الخاطئ بأنه غير قابل للمس; وهو ماسيندم عليه حين يقتحم باتمان مخبأه ويذبح جميع أعضاء جمعية الوجه الكاذب، ويترك رؤوسهم المقطوعة خارج سجن بلاكجيت لتحذير السجناء المقيمين هناك.

### مغامرات باتمان
في مغامرات باتمان, كان رومان سينيوز رجل أعمال حول شركته الفاشلة «صناعات سيونيز» إلى شركات القوة الماحقة، لكنه خسر كل شيء لصالح شركات واين. وفي أعقاب ذلك تمكن القلنسوة الحمراء من أقناعه ليصبح القناع الأسود ليتولى قيادة جمعية الوجه الكاذب، والتي تتألف من سبورت ماستر والزعيم الغوريلا والعنكبوت الأسود والنمر البرونزي وفاير فلاي وديدشوت. ولسوء حظ رومان لم يتمكن من تحقيق مطلب القلنسوة الحمراء الأول وهو القضاء على باتمان. فقد أحبط باتمان محاولته وزج به إلى السجن.

### ضربات باتمان!
في النسخة المتحركة من القناع الأسود يبتزبروي واين للتوصل معه لأتفاق . ويحاول السيطرة على الجريمة في غوثام عن طريق تخليصها من الأشرار الآخرين.

### باتمان: معتوه أركام
يظهر القناع الأسود في هذه السلسة في «أدلة الشهود»، القناع الأسود يطرد من مصنعه من قبل الجوكر; ويخطط القناع الأسود لقتله بتحالفه مع البطريق، ولكن يتم القاء القبض عليه وأعادته إلى أركام.

### الظلم: الآلهة بيننا
يظهر القناع الأسود ظهوراً قصيراً في الظلم: الآلهة بيننا ويقاتل ضد فرقة العدالة خلال فترة شغب هارلي كوين. ثم يظهر في السنة الخامسة، حيث يقطع داميان واين أجتماعه مع النمر البرونزي والفزاعة، مات هاتر، الوطواط-الرجل، والتوأم المتشابهان. وعلى الرغم من أداء داميان واين معركة جيدة في نهاية المطاف يرهق من قبل الأشرار ويسقط مغشياً عليه حتى يأتي ديك غرايسون لأنقاذه.

## في وسائل الإعلام الأخرى

### التلفزيون
- كان من المفترض أن يظهر القناع الأسود في مغامرة باتمان الجديدة من قبل المنتج بول ديني لكن في نهاية المطاف لم يظهر في السلسلة.[16]
- يظهر قناع أسود في سلسلة باتمان، وتم تصويره كزعيم جريمة قاسي يملك منظمة واسعة من الأتباع، القناع في هذا الإصدار غير قابل للإصلاح وليس له بصمات أو سمات مميزة، مما يجعل من المستحيل التعرف عليه. في «اندلاع»، يسرق القناع الأسود مولد موجات الصدمة ويخضع مدينة غوثام رهينة، لكنه في النهاية يعتقل من قبل فتاة الوطواط وروبن بينما يقوم باتمان بتعطيل الجهاز. في «شائعات»، القناع الأسود هو أحد الأشرار الذين تم القبض عليهم عن طريق المقتص الجديد (رومار). في «قصة باتمان / سوبرمان (الجزء الأول)»، يقوم ليكس لوثور بأستأجار كل من القناع الأسود وكلايفاس وباين ومستر فريز لقتل سوبرمان، ولكن يظهر كل من باتمان وروبن لإيقافهم. في «ما يذهب ...»، يعين القناع الأسود شادو ثيف لأخراجه من مصحة أركام وسرقة عنصر نث النادر، والذي يستخدم لرفع مستودع جواهر غوثام من الأرض، ولكن يتم أحباط السطو في نهاية المطاف من قبل باتمان، روبن وهوكمان.
- يظهر القناع الأسود في باتمان: الشجاع والجريء. في «وباء من النماذج!»، حيث يقوم بأعادة برمجة بات روبوتس ليستخدمه لسرقة متقجرات قوية في محاولة لتدمير غوثام، قبل أن يهزم من فارس الظلام. في «ظل من الخفافيش!»، يتم عض القناع الأسود من قبل باتمان مصاص الدماء أثناء سرقة البنك، على الرغم من أن النهاية تشير إلى أن الحلقة كانت مجرد حلم.

### الفيلم
- يظهر سيونيس رومان في فلم الرسوم المتحركة باتمان: تحت القلنسوة الحمراء، وقام بأدائه ويد ويليامز.[17] ويصور الفلم أول زعيم عصابة يحاول السيطرة على كامل مدينة غوثام، ومع تصاعد أعمال العنف يظهر حارس غامض يدعى القلنسوة الحمراء يحاول إسقاط القناع الأسود، والذي يجبر تحت الضغط إلى كسر احتجاز الجوكر من مصحة أركام لقتل مقاتل الجريمة الجديد. في الخاتمة، يلقي باتمان مرة أخرى القبض على الجوكر ويختفي القلنسوة الحمراء، في حين ينتظر القناع الأسود المحاكمة لتورطه المزعوم في هروب جوكر.
- قناع أسود يظهر في باتمان: دم سيء, يؤدي الدور ستيف بلوم.[18] حيث يتم كشفه بتنفيذ صفقة أسلحة ويواجه عندها نايتوينغ (متنكراً كباتمان) وروبن. وفي المعركة التي تلت ذلك يحترق قناعه على وجهه ويتم احتجازه بعد ذلك.

### كون دي سي الموسع
في 27 فبراير 2016، قام ديفيد أير، مدير الفرقة الانتحارية وسيرنز مدينة غوثام، بتغريد صورة القناع الأسود، مما يشير إلى أنه سيكون الشرير الرئيسي للفيلم الأخير.

### ألعاب الفيديو
- يظهر القناع الأسود كزعيم في باتمان: الغد الحالك.
- يظهر القناع الأسود في كون دي سي على الإنترنت.

#### سلسلة ليغو
- من الممكن فتح قطع الليغو لإنشاء شخصية القناع الأسود في ليغو باتمان: لعبة الفيديو بعد الحصول على كل المجموعات الصغيرة لكل شرير في كل الفصول. وهو أيضاً وارد كشخصية قابلة للفتح في لعبة «مطاردة الشرير» المصغرة في نينتندو DS.
- يظهر القناع الأسود في نسخة 3DS من  ليغو باتمان 2: أبطال دي سي الخارقين كشخصية قابلة للفتح.

#### سلسلة أركام
يظهر سيونيز رومان/القناع الأسود في باتمان: سلسلة أركام، يقوم بأدائه نولان نورث في مدينة أركام.
- تظهر تسمية القناع الأسود في باتمان: مصحة أركام كإجابة على أحد الغاز ريدلر; يتم العثور عليه معلقاً في إطار في مكتب الدكتور بينيلوبي يونغ، والمسح الضوئي يفتح ملفه.
- يظهر القناع الأسود في باتمان: مدينة أركام، والذي يقوم بدوره نولان نورث.[20] في المقدمة يرى بروس واين بأن السجين الجديد القناع الأسود يتم الأعتداء عليه بالضرب من قبل حراس TYGER التابعين للبروفيسور سترانج.
- يظهر القناع الأسود في باتمان: أصول أركام، والذي يؤدي دوره بريان بلوم.[21] حيث يقوم بأقتحام سجن بلاك غايت بمساعدة كيلر كروك والعديد من البلطجية في ليلة عيد الميلاد. ويقوم بقتل المفوض الفاسد لوب قبل أن يهرب على متن طائرة مروحية، في حين يتخلف كروك لقتال باتمان، حيث يعلم باتمان بأن القناع الأسود قد أستأجر سبعة قتلة آخرين (باين، ديثستروك، ديدشوت، فاير فلاي، كوبرهيد، شيفا، إلكتروكوتيونر) لقتله، وبعد أن يقوم باتمان بهزم إلكتروكوتيونر وديثستروك على متن سفينة البطريق، يقوم بالتحقيق في جريمة قتل مزدوجة في لاسي تويرس، ويدرك بأن سيونيز قد قبض عليه من قبل مجرم غامض يعرف باسم الجوكر، والذي كان متنكراً كالقناع الأسود منذ أن قبض عليه للوصول إلى الخزينة النقدية التجارية في بنك جوثام. يتمكن باتمان في وقت لاحق من تحرير القناع الأسود الحقيقي في معمل الصلب الخاصة به، ويبدأ أستجوابه بشأن مكان الجوكر عندها يتعرض لهجوم من قبل كوبرهيد، مما يسمح لسيونيز بالهروب في الليل. يظهر القناع الأسود في وقت لاحق في مهمة «المطلوبين»، حيث يحاول إعادة بناء أمبراطوريته عن طريق تخبأه عدة علب المخدرات في جميع أنحاء المدينة. وبعد تدمير كل العبوات، يتواجه باتمان مع بلاك ماسك وأتباعه في الكنيسة، حيث يهزم سيونيز في نهاية المطاف هزم ويتم أحتجازه. يظهر القناع الأسود أيضا في باتمان: أصول أركام بلاكغيت، حيث يسيطر على المبنى الصناعي للسجن.
- يظهر القناع الأسود في حزمة قصة القلنسوة الحمراء من باتمان: فارس أركام.[22] وتدور القصة حول تدخل القلنسوة الحمراء في عمليات القناع الأسود غير القانونية. ويفترض موت رومان سيونيز بعد رميه من النافذة من قبل اقلنسوة الحمراء.

### اللعب والمقتنيات
- صدر مجسم القناع الأسود كجزء من باتمان روجز.
- صدر مجسم القناع الأسود كجزء من دي سي كلاسيك قناع.
- صدر مجسم القناع الأسود في باتمان: أصول أركام بأربعة حزمة (جنباً إلى جنب مع باتمان والجوكر وديثستروك) بناء على ظهوره في لعبة فيديو.[23][24]
- صدر مجسم القناع الأسود كجزء من باتمان: سلسلة أركام.[24]